# Pop Team Epic
Pop Team Epic (ポプテピピック, Poputepipikku), également connu sous le nom de Poptepipic, est un manga en ligne comique au format quatre cases écrit et dessiné par bkub Oikawa (alternativement romanisé en Bukubu Okawa), dont la prépublication a commencé sur le site Manga Life Win de Takeshobo en août 2014 avec plusieurs « saisons » publiés depuis. Une version française sera publiée par Meian à partir de septembre 2020.
Le manga raconte les mésaventures de deux filles vulgaires de 14 ans nommées Popuko et Pipimi, qui rencontrent des situations variées à la fois banales et bizarres et y répondent de manière tout aussi bizarre et/ou exagérée. La série est connue pour ses parodies fréquentes de la culture pop et sa combinaison de surréalisme, d'absurdité et de sophisme, qui ont tous contribué à développer un culte auprès des publics japonais et occidentaux,,.
Une adaptation en une série télévisée d'animation, produite par Kamikaze Douga, est diffusée pour la première fois au Japon entre le 6 janvier et le 24 mars 2018. Un ONA avec l'Association japonaise des courses de chevaux (JRA) (ja) est disponible depuis le 13 juin 2018. Une diffusion spéciale de deux nouveaux épisodes s'est déroulée en avril 2019.

## Personnages

### Pop Team Epic
Popuko (ポプ子)
Voix japonaise : Voir Doublages de Popuko et Pipimi
Une des deux protagonistes. Une petite écolière aux cheveux blonds qui est soupe au lait.
Pipimi (ピピ美)
Voix japonaise : Voir Doublages de Popuko et Pipimi
La deuxième protagoniste. Une écolière plus calme, plus grande et aux cheveux bleus (Ces cheveux étaient noirs sur les autocollants de LINE).
Takeshobo (株式会社竹書房, Kabushiki-gaisha Takeshobō)
La société de publication responsable du financement et de la distribution de « Pop Team Epic ». Elle agit comme un ennemi juré de Popuko en raison de leurs fréquentes interruptions de l'impression du manga.

### Hoshiiro Girldrop
Daichi Taira (平 大地, Taira Daichi)
Voix japonaise : Seiichirō Yamashita (en)
Un banal lycéen de deuxième année. Il était heureux de pouvoir vivre seul car ses parents partaient à l'étranger pour un voyage d'affaires, mais il revoit son amie d'enfance Sosogu pour la première fois en cinq ans. Sa devise, « Tout avec modération », est la raison de son apathie, il semble avoir un traumatisme pour chaque histoire d'amour.
Sosogu Hoshifuri (星降 そそぐ, Hoshifuri Sosogu)
Voix japonaise : Yui Ogura
Une lycéenne de deuxième année et l'amie d'enfance. Elle est joyeuse et courageuse. Elle est en réalité le centre du groupe populaire d'idols « Drop Stars » mais elle cache ce fait dans sa vie quotidienne. Elle aime par-dessus tout Daichi, et se sont promis de se marier quand ils étaient enfants. Bien qu'elle essaie de rappeler à Daichi ses sentiments lors de leurs retrouvailles depuis longtemps, Popuko brise ce moment à la fois dans le chapitre d'origine et dans l'adaptation anime.
Shizuku Tsukino (月野 しずく, Tsukino Shizuku)
Voix japonaise : Inori Minase
Une lycéenne de première année. Une des membres de Drop Stars. C'est une kōhai de Daichi, et ce dernier la surnomme Chikkoino (ちっこいの). Elle est d'une personnalité intransigeante et active, mais il semble qu'elle ait aussi un aspect d'une personne qui a besoin de compagnie.
Korona Yuhi (夕陽 ころな, Yuhi Korona)
Voix japonaise : Sumire Uesaka
Une lycéenne de troisième année. L'une des membres de Drop Stars et une senpai de Daichi. Elle est un peu maladroite et fait généralement les choses à son rythme calmement, mais cela surprend tout le monde lorsqu'elle a un comportement inattendu. Elle est bonne en divination.
La mère de Daichi (大地の母, Daichi no haha)
Voix japonaise : Tomoko Natsukawa
Afin d'accompagner son mari pour un voyage d'affaires à l'étranger, elle a laissé son fils Daichi à la maison en compagnie de Sosogu.
Devil Volcano (デビルボルケーノ, Debiruborukēno)
Le groupe rival des Drop Stars également composé de trois membres. Elles apparaissent pour la première fois à la fin de l'opening du premier épisode et le nom de leur unité a été révélé dans le manga d'anthologie Hoshiiro Girldrop Comic Anthology. Elles réapparaissent dans la bande-annonce du 4e épisode à la fin des deux parties du 3e épisode.

## Productions et supports

### Manga
Pop Team Epic est écrit et dessiné par Bukubu Okawa, précédemment connu pour ses dōjins de Touhou. La série a été prépubliée sur le site Manga Life Win de Takeshobo entre le 29 août 2014 et le 7 novembre 2015. Le premier volume tankōbon est sorti en décembre 2015.
La « deuxième saison » a été prépubliée du 18 février 2016 au 30 avril 2017, celle-ci avait débuté sous le nom de « ☆Hoshiiro Girldrop » (☆星色ガールドロップ, Hoshiiro Gārudoroppu), elle a été annoncée comme un travail inédit d'Okawa dont la forme et le style s'éloignent de sa précédente œuvre et où l'on y suit l'histoire de Daichi Taira, un lycéen assez mou, et de Sosogu Hoshifuri, son amie d'enfance et aussi le centre du groupe populaire d'idols « Drop Stars », qui sont à nouveau réunis après avoir été séparés pendant 5 ans. Dès la fin du premier chapitre, il s'est avéré qu'il s'agissait d'une farce de la part de l'auteur et qu'il annonçait le retour de Pop Team Epic,. Le deuxième volume tankōbon est sorti en juin 2017.
Une « troisième saison » a débuté sur le même site le 10 octobre 2017. Le dernier chapitre est publié en janvier 2019 ; il comprend une « quatrième saison », dessinée par Harada, où Pipimi et Popuko sont devenues des garçons à la suite de la décision de Takeshobo de transformer le manga en Boys' love à cause de la baisse en popularité de la série avec la fin de l'anime. Elle se termine avec la dernière page publié le 19 janvier 2019. Un troisième volume tankōbon regroupant ces deux saisons est publié en mars 2019.
Bkub Okawa a lancé une « nouvelle série », intitulée Poputan (ぽぷたん), depuis le 9 octobre 2019. Elle introduit de « nouveaux personnages » appelés Poputan et Pipitan.
Un manga d'anthologie basé sur la série fictive ☆Hoshiiro Girldrop a été publié le 11 janvier 2018.
En août 2020, Meian a annoncé l'acquisition de la licence du manga pour la version française et dont le premier tome est prévu pour septembre 2020. En Amérique du Nord, la maison d'édition Vertical publie la version anglaise de la série depuis 2018.

#### Liste des volumes
| no | Japonais                                                                   | Japonais        | Japonais          | Français          | Français          |
| no | Titre                                                                      | Date de sortie  | ISBN              | Date de sortie    | ISBN              |
| -- | -------------------------------------------------------------------------- | --------------- | ----------------- | ----------------- | ----------------- |
| 1  | Pop Team Epic (ポプテピピック)                                             | 7 décembre 2015 | 978-4-8019-5419-9 | 18 septembre 2020 | 978-2-36877-946-0 |
| 2  | Pop Team Epic SECOND SEASON (ポプテピピック SECOND SEASON)                 | 7 juin 2017     | 978-4-8019-5957-6 | —                 |                   |
| 3  | Pop Team Epic SEASON THREE AND FOUR (ポプテピピック SEASON THREE AND FOUR) | 7 mars 2019     | 978-4-8019-6549-2 | —                 |                   |
| 4  | Pop Team Epic SEASON FIVE (ポプテピピック SEASON FIVE)                     | 5 mars 2021     | 978-4-8019-7228-5 | —                 |                   |
| 5  | Pop Team Epic SEASON SIX (ポプテピピック SEASON SIX)                       | 7 décembre 2021 | 978-4-8019-7495-1 | —                 |                   |
| 6  | Pop Team Epic SEASON SEVEN (ポプテピピック SEASON SEVEN)                   | 14 juillet 2023 | 978-4-8019-8099-0 | —                 |                   |
| 7  | Pop Team Epic SEASON EIGHT (ポプテピピック SEASON EIGHT)                   | 17 juin 2024    | 978-4-8019-8329-8 | —                 |                   |

### Anime
Une adaptation anime de la série a été annoncée le 2 avril 2017. Il a été initialement annoncé comme étant une adaptation de « ☆Hoshiiro Girldrop » pour le poisson d'avril de 2017 avec l'ouverture d'un site dédié accompagnée d'une bande-annonce et d'un compte Twitter,. La série anime est réalisée par Jun Aoki et Aoi Umeki au studio d'animation Kamikaze Douga avec King Records qui est accrédité pour la production. Originellement prévue pour octobre 2017, la diffusion de l'anime a été reportée pour janvier 2018 en raison d'une « erreur de King Records ». Celle-ci est diffusée pour la première fois au Japon sur Tokyo MX et BS11 entre le 6 janvier et le 24 mars 2018, et un peu plus tard sur AT-X, GYT, RCC,. Cette série anime est composée de 12 épisodes. Crunchyroll détient les droits de diffusion en streaming de l'anime dans le monde entier, excepté en Asie. L'éditeur @Anime a publié les Blu-ray/DVD contenant l'intégrale de la série en octobre 2018. Depuis février 2020, Netflix diffuse également la série mais avec des épisodes de 11 minutes à l'étranger bien que les épisodes complets sont présents sur la plateforme au Japon.
Tout en suivant le manga d'origine, la série d'animation prend la forme d'un spectacle de sketches animés, présentant de nombreux courts métrages, généralement disjoints et de durées variables ; bien que certains de ces courts-métrages sont adaptés du manga original, la majorité d'entre eux sont des créations originales. Les différents courts-métrages mettent en valeur des styles d'animation variés, le plus souvent le CGI, l'animation 2D d'aspect professionnel et l'animation intentionnellement médiocre du AC-bu (ja). Chaque épisode dure une demi-heure qui est divisé en deux segments presque identiques, chacun contenant des voix différentes et d'autres différences subtiles. À chaque fin de segment, une bande-annonce de ☆Hoshiiro Girldrop, complètement indépendante de la partie principale, est diffusée.
La chanson de l'opening de la série, intitulée Pop Team Epic, est interprétée par Sumire Uesaka tandis que celle de lending, Poppy Pappy Day, est interprétée par Yui Makino et Yui Watanabe pour un segment, et Kenji Akabane et Shunsuke Takeuchi pour l'autre segment sous leur nom de personnage Popuko et Pipimi.
Fin mai 2018, le compte officiel de l'anime sur Twitter a annoncé qu'un ONA est en cours de production avec la JRA (ja) après que le site de collaboration avec cette organisation a atteint le million de personnages créés par les utilisateurs,,. Intitulé Pop Team Epic Kinen (ポプテピ記念, Poputepi kinen), ce court métrage est supervisé par bkub Okawa avec le réalisateur de la série télévisée, Jun Aoki, au studio d'animation Space Neko Company ; le producteur de la série, Kotaro Sudo de King Records, fait également partie du staff. Le montage est semblable à la série, l'épisode de 4 minutes et demi comporte trois sketches dont les voix sont différentes pour les deux segments. Celui-ci est disponible depuis le 13 juin 2018 sur le site de collaboration du même nom, et sur les chaînes YouTube et Nico Nico Dōga d'Umabi, propriété de la JRA.
En septembre 2018, un spécial a été annoncé pour être diffusé le 1er avril 2019 à la télévision, sur les sites Niconico et AbemaTV (ja). Le personnel de la série télévisée est de retour pour cet épisode. Cette diffusion spéciale est composée de deux épisodes qui sont déclinés en quatre versions avec des seiyū différents selon le média utilisé, au total ce sont 32 seiyū qui ont prêté leur voix à Popuko et à Pipimi. Crunchyroll diffuse également en streaming les quatre versions de ce special dans le monde entier, excepté en Asie.

#### Liste des épisodes
| No | Titre français                              | Titre japonais              | Titre japonais                         | Date de 1re diffusion |
| No | Titre français                              | Kanji                       | Rōmaji                                 | Date de 1re diffusion |
| --- | ------------------------------------------- | --------------------------- | -------------------------------------- | --------------------- |
| 1 | La Rencontre                                | 出会い                      | Deai                                   | 6 janvier 2018        |
| Une série anime à propos d'une fille qui est secrètement une idol est rapidement passée à la trappe pour les ébats fous et décousus de Popuko et de Pipimi. Entre autres des sketches, Popuko fait l'expérience de la mort et de la renaissance alors qu'elle réalise de nombreuses premières rencontres avec Pipimi. Les deux filles vont également en France pour essayer d'utiliser des gestes de communication.                                       |                                             |                             |                                        |                       |
| 2 | Vanver, un jeu dans une autre dimension     | 異次元遊戯ヴァンヴー        | Ijigen Yūgi Vanvū                      | 13 janvier 2018       |
| Popiko et Pipimi sont accidentellement invoquées dans un anime de fantaisie inachevé et font impressionner les héros, au grand dam des seiyūs. D'autres sketches incluent une performance musicale en stop-motion de poupées en feutrine de Popuko et Pipimi, Popuko tirant un déluge de omikuji, et on retrouve à nouveau cette dernière confrontée à la dure réalité du passage du temps.                                                               |                                             |                             |                                        |                       |
| 3 | Le Documentaire                             | ザ・ドキュメント            | Za Dokyumento                          | 20 janvier 2018       |
| Un documentaire raconte comment le producteur de musique Pipi P a décidé de trouver les membres parfaits de groupe pour l'idol pop Pop-Chin en la clonant. D'autres sketches incluent Popuko qui s'assoupit en partant pour l'école et se réveille très en retard, Popuko devient obsédée par les baguettes alors qu'elles sont en France (faisant suite au sketch de « gestes » du 1er épisode), et Pipimi qui essaye d'embaucher Popuko comme assassin. |                                             |                             |                                        |                       |
| 4 | SWGP 2018                                   | SWGP2018                    |                                        | 27 janvier 2018       |
| Popuko participe au Grand prix mondial de skeleton affrontant de nombreux adversaires coriaces. D'autres sketches incluent une parodie de Let's Groove de Earth, Wind & Fire (laissant de la confusion dans la section des commentaires sur Niconico), Popuko expulsant un extraterrestre de sa maison, et Popuko et Pipimi rencontrant un boss alors qu'elles exploraient un donjon.                                                                     |                                             |                             |                                        |                       |
| 5 | Mapas ★ Sœur                                | イモ☆ヨバ                   | Imo Yoba                               | 3 février 2018        |
| Iyo Sakuragi devient la demi-sœur de l'aîné dont elle admire Hojo après que leurs parents, dépeints respectivement par Popuko et Pipimi, se marient. D'autres sketches incluent une émission de cuisine animée par Popuko et Pipimi intitulée Pop Team Cooking, Pipimi grandissant avec affection pour Popuko, et Popuko faisant une imitation médiocre de Mickey Mouse, au grand dam de Pipimi.                                                          |                                             |                             |                                        |                       |
| 6 | La 30e Guerre cybernétique                  | 第30期 電脳戦               | Dai 30-ki den'nō-sen                   | 10 février 2018       |
| Guidée par « l'esprit » de Pipimi, Popuko se bat contre les 4 maîtres dans un tournoi de shōgi. D'autres sketches incluent Popuko réalisant un « poirier régional à 3 points » hébétant Pipimi, des discussions entre Popuko et Pipimi, un nouvel épisode de Pop Team Cooking, et Popuko remerciant ses nouveaux abonnés de sa chaîne YouTube. |                                             |                             |                                        |                       |
| 7 | Hellshake Yano                              | ヘルシェイク矢野            | Herusheiku Yano                        | 17 février 2018       |
| Le musicien Hellshake Yano est chargé de tenir un concert seul jusqu'à l'arrivée des membres de son groupe. D'autres sketches incluent un traitement des haters, Popuko devenant un bébé, et Pipimi allant à la pêche. |                                             |                             |                                        |                       |
| 8 | Le Dragon d'Iidabashi - La Revanche de Pipi | 飯田橋の昇竜 〜復讐のピピ〜 | Īdabashi no Shōryū 〜Fukushū no Pipi〜 | 24 février 2018       |
| Pipi, un yakuza, décide de se venger de son gang quand ils ont décidé de s'éloigner du mauvais chemin pour se lancer sur YouTube. D'autres sketches incluent Popuko essayant de traiter une blessure, un bacon mangeant du bacon, et les chanteuses de l'ending se plaignant qu'elles n'apparaissent pas dans la véritable série. |                                             |                             |                                        |                       |
| 9 | Danser avec un miracle                      | 奇跡とダンスを              | Kiseki to Dansu o                      | 3 mars 2018           |
| Popuko et Pipimi rencontrent un jeune garçon fugueur lors d'une visite à New York. D'autres sketches incluent Popuko commandant du latte art, Pipimi s'essayant au stand-up, et les filles qui goûtent la cuisine française. |                                             |                             |                                        |                       |
| 10 | Les hôtesses de Ginza jouent les détectives | 銀座ホステス探偵            | Ginza Hosutesu Tantei                  | 10 mars 2018          |
| Lors d'un séjour dans un onsen, les hôtesses Popuko et Pipimi élucident une affaire de meurtre qui a eu lieu. D'autres sketches incluent les filles jouant au football, Pipimi cuisinant de la viande de première qualité et Popuko s'occupant d'un serveur incompétent. |                                             |                             |                                        |                       |
| 11 | L'Hôtel maudit                              | 呪館 JUKAN                  | Jukan                                  | 17 mars 2018          |
| Un groupe d'étudiants trouve que le manoir, dans lequel ils y séjournent, est hanté par Popuko et Pipimi. D'autres sketches incluent Popuko lançant une mode de danse, Pipimi devenant géant, et Popuko s'approchant d'un requin. |                                             |                             |                                        |                       |
| 12 | The Age of Pop Team Epic                    | THE AGE OF POP TEAM EPIC    |                                        | 24 mars 2018          |
| Popuko et Pipimi ont une confrontation finale contre l'organisation maléfique qui tente d'arrêter leur anime, King Records. D'autres sketches incluent les filles chantant en chœur, un assaut lancé contre Takeshobo et une fille apportant un animal parlant à l'école avec elle. |                                             |                             |                                        |                       |
| ONA | Pop Team Epic Kinen                         | ポプテピ記念                | Poputepi kinen                         | 13 juin 2018          |
| Pipimi joue la pronostiqueuse dans le premier sketch, qui est suivi d'une présentation de divers chevaux de course uniques et enfin Pipimi qui remporte la course pour Popuko son jockey. |                                             |                             |                                        |                       |
| 13 | La Supérette                                | コンビニ                    | Konbini                                | 1er avril 2019        |
| Épisode spécial décliné en quatre versions avec différents seiyū. |                                             |                             |                                        |                       |
| 14 | L'Ère Edo Pop Team                          | 大江戸ポプテ                | Ōedo Popute                            | 1er avril 2019        |
| Épisode spécial décliné en quatre versions avec différents seiyū. |                                             |                             |                                        |                       |

#### Doublages
| Doublages de Popuko et Pipimi | Doublages de Popuko et Pipimi | Doublages de Popuko et Pipimi | Doublages de Popuko et Pipimi | Doublages de Popuko et Pipimi |
| n°                            | n°                            | Épisode                       | Popuko                        | Pipimi                        |
| ----------------------------- | ----------------------------- | ----------------------------- | ----------------------------- | ----------------------------- |
| 1                             | 1                             | Partie A                      | Masashi Ebara                 | Hōchū Ōtsuka                  |
| 1                             | 1                             | Partie B                      | Yūji Mitsuya                  | Noriko Hidaka                 |
| 2                             | 2                             | Partie A                      | Aoi Yūki                      | Ayana Taketatsu               |
| 2                             | 2                             | Partie B                      | Toshio Furukawa               | Shigeru Chiba                 |
| 3                             | 3                             | Partie A                      | Mikako Komatsu                | Sumire Uesaka                 |
| 3                             | 3                             | Partie B                      | Ryūsei Nakao                  | Norio Wakamoto                |
| 4                             | 4                             | Partie A                      | Yōko Hikasa                   | Satomi Satō                   |
| 4                             | 4                             | Partie B                      | Tesshō Genda                  | Akira Kamiya                  |
| 5                             | 5                             | Partie A                      | Tomoko Kaneda                 | Yū Kobayashi (en)             |
| 5                             | 5                             | Partie B                      | Yūichi Nakamura               | Tomokazu Sugita               |
| 6                             | 6                             | Partie A                      | Yūko Sanpei                   | Kaori Nazuka                  |
| 6                             | 6                             | Partie B                      | Hiro Shimono                  | Yūki Kaji                     |
| 7                             | 7                             | Partie A                      | Satomi Kōrogi (en)            | Akiko Yajima                  |
| 7                             | 7                             | Partie B                      | Showtaro Morikubo (en)        | Kōsuke Toriumi                |
| 8                             | 8                             | Partie A                      | Sumire Morohoshi              | Azusa Tadokoro (en)           |
| 8                             | 8                             | Partie B                      | Masaya Onosaka (en)           | Daisuke Namikawa              |
| 9                             | 9                             | Partie A                      | Eriko Nakamura (en)           | Asami Imai (en)               |
| 9                             | 9                             | Partie B                      | Sōma Saitō                    | Kaito Ishikawa                |
| 10                            | 10                            | Partie A                      | Sora Tokui                    | Suzuko Mimori                 |
| 10                            | 10                            | Partie B                      | Rikiya Koyama                 | Wataru Takagi                 |
| 11                            | 11                            | Partie A                      | Nana Mizuki                   | Mamiko Noto                   |
| 11                            | 11                            | Partie B                      | Hozumi Gôda                   | Banjō Ginga                   |
| 12                            | 12                            | Partie A                      | Mami Koyama                   | Kotono Mitsuishi              |
| 12                            | 12                            | Partie B                      | Shō Hayami                    | Jōji Nakata                   |
| ONA                           | ONA                           | Partie A                      | Mikako Komatsu                | Sumire Uesaka                 |
| ONA                           | ONA                           | Partie B                      | Ryūsei Nakao                  | Norio Wakamoto                |
| 13                            | Blue Dragon                   | Partie A                      | Yukari Tamura                 | Yui Horie                     |
| 13                            | Blue Dragon                   | Partie B                      | Sōichirō Hoshi                | Akira Ishida                  |
| 13                            | Vermilion Bird                | Partie A                      | Kana Hanazawa                 | Haruka Tomatsu                |
| 13                            | Vermilion Bird                | Partie B                      | Kappei Yamaguchi              | Kenichi Ogata                 |
| 13                            | White Tiger                   | Partie A                      | Sakiko Tamagawa (en)          | Atsuko Tanaka                 |
| 13                            | White Tiger                   | Partie B                      | Yūki Ono                      | Kenshō Ono (en)               |
| 13                            | Black Tortoise                | Partie A                      | Yumiri Hanamori (en)          | Nao Tōyama                    |
| 13                            | Black Tortoise                | Partie B                      | Takahiro Sakurai              | Jun Fukuyama                  |
| 14                            | Blue Dragon                   | Partie A                      | Mariko Kouda (en)             | Kikuko Inoue                  |
| 14                            | Blue Dragon                   | Partie B                      | Nobuo Tobita (en)             | Bin Shimada                   |
| 14                            | Vermilion Bird                | Partie A                      | Emiri Katō (en)               | Kaori Fukuhara (en)           |
| 14                            | Vermilion Bird                | Partie B                      | Tomokazu Seki                 | Yōsuke Akimoto                |
| 14                            | White Tiger                   | Partie A                      | Junko Takeuchi                | Rei Sakuma                    |
| 14                            | White Tiger                   | Partie B                      | Toshihiko Seki                | Kōji Yusa                     |
| 14                            | Black Tortoise                | Partie A                      | Etsuko Kozakura (en)          | Chisa Yokoyama                |
| 14                            | Black Tortoise                | Partie B                      | Hikaru Midorikawa             | Takehito Koyasu               |
| JAPON MiGNON                  | JAPON MiGNON                  | JAPON MiGNON                  | Fanny Bloc                    | Christine Bellier             |
| Bob Team Epic                 | Bob Team Epic                 | Bob Team Epic                 | Shunsuke Itakura (ja)         | Tōru Adachi (ja)              |
| Hellshake Yano (Ép. 7)        | Hellshake Yano (Ép. 7)        | Partie A                      | Shunsuke Itakura (ja)         | Tōru Adachi (ja)              |
| Hellshake Yano (Ép. 7)        | Hellshake Yano (Ép. 7)        | Partie B                      | Tōru Adachi (ja)              | Shunsuke Itakura (ja)         |
| EndingInsert song             | Voix masculine                | 1 - 6                         | Kenji Akabane (en)            | Shunsuke Takeuchi (en)        |
| EndingInsert song             | Voix masculine                | 8 - 12                        | Wataru Hatano                 | Toshiki Masuda                |
| EndingInsert song             | Voix féminine                 | 1 - 6                         | Yui Makino                    | Yui Watanabe (en)             |
| EndingInsert song             | Voix féminine                 | 8 - 12                        | Hiromi Igarashi               | Rei Matsuzaki (en)            |

### Œuvres

#### Édition japonaise
1. 1 2  (ja) « ポプテピピック », sur Takeshobo (consulté le 19 septembre 2022)
2. 1 2  (ja) « ポプテピピック SECOND SEASON », sur Takeshobo (consulté le 19 septembre 2022)
3. 1 2  (ja) « ポプテピピック SEASON THREE AND FOUR », sur Takeshobo (consulté le 19 septembre 2022)
4. 1 2  (ja) « ポプテピピック SEASON FIVE », sur Takeshobo (consulté le 19 septembre 2022)
5. 1 2  (ja) « ポプテピピック SEASON SIX », sur Takeshobo (consulté le 19 septembre 2022)
6. 1 2  (ja) « ポプテピピック SEASON SEVEN », sur Takeshobo (consulté le 19 juillet 2024)
7. 1 2  (ja) « ポプテピピック SEASON EIGHT », sur Takeshobo (consulté le 19 juillet 2024)

#### Édition française
1. 1 2  « Pop Team Epic », sur Meian (consulté le 7 août 2020)